# Lawrence Cook (cầu thủ bóng đá)
Lawrence Cook là một cầu thủ bóng đá người Anh. Là một tiền đạo trung tâm thi đấu ở cả vị trí outside right và hậu vệ phải, ông chơi tại Football League cho Blackpool, Preston North End và Gainsborough Trinity. Ông ghi 3 bàn thắng tại Giải vô địch trong sự nghiệp ngắn ngủi của mình, tất cả đều cho Gainsborough Trinity.